# 笹沼位吉
笹沼 位吉（ささぬま のりよし、1968年10月18日 - ）は、SLY MONGOOSEのリーダーでベーシスト。愛称はハナ（HANA）ちゃん。

## 概要
THE FUSEのベーシストとして1989年にデビュー。バンドブームの終焉と共に1992年に解散。その後実家の八百屋の手伝いを経て、1995年に発売されたCOOL SPOON（高田馬場のミーターズ）の2ndアルバム『TWO MOHICANS』からベーシストとして参加。2000年7月に笹沼をリーダーとしてCOOL SPOONのメンバーが中心となりSLY MONGOOSEを結成。SLY MONGOOSEの他に2006年から東京ムードパンクス、2007年からTHE HELLO WORKSにもベーシストとして参加。サポートメンバーとしての活動も広くTOKYO No.1 SOUL SET、スチャダラパー、U.F.O、高木完、 ECDなど数多くのアーティストのレコーディングに参加している。